# Práxedes Giner Durán
Práxedes Giner Durán (Camargo, Chihuahua; 15 de febrero de 1893 - Chihuahua, Chihuahua; 13 de mayo de 1978) fue un militar y político mexicano, miembro del Partido Revolucionario Institucional. Fue gobernador de Chihuahua entre 1962 y 1968.

## Biografía
En febrero de 1911 se unió a los sublevados que combatían al gobierno de Porfirio Díaz. Posteriormente militó en las filas de la División del Norte y a principios de 1916 se retiró a la vida privada. Volvió al servicio de las armas y en 1920 permaneció al lado de Venustiano Carranza hasta su asesinato; en octubre de 1922 se le ratificó el grado de coronel. 
Fue diputado federal desde 1928, combatió en la rebelión renovadora, hasta 1930 cuando fue elegido senador por Chihuahua, cargo en el que duró hasta 1932. Sucesivamente ascendió a brigadier, general de brigada y general de división, tuvo distintos mandos militares en diversas entidades de la república y ejerció el Gobierno Constitucional del Estado en virtud de haber sido electo para el sexenio de 4 de octubre de 1962 a 3 de octubre de 1968. 

### Conflicto campesino y acciones contrainsurgentes
Hacia los años cuarenta campesinos adherentes a la Unión General de Obreros y Campesinos de México (UGOCM) una organización en ese momento independiente, iniciaron en 1960 un movimiento social en distintos frentes, entre ellos, el combate al despojo de tierras campesinas a manos de empresas madereras y ganaderas con la colusión del gobierno estatal y el gobierno federal. En el caso del estado de Chihuahua operaban Industrias de Madera S.A. y Bosques de Chihuahua S. de R.L., mismas que ayudados por guardias privadas y la policía expulsaban a los propietarios legítimos de las tierras con el fin de convertirlos en extensiones para la industria maderera.
La llegada a la gubernatura de Práxedes Giner Durán sostuvo la colusión entre el gobierno y los empresarios para realizar tala inmoderada e intensificó la represión al movimiento campesino, mismo que ante la inacción del Estado inició la toma de tierras despojadas, logrando 25. Las empresas patrocinaron guardias blancas con el fin de ejercer terrorismo a los campesinos organizados e intentar recuperarlas. El Ejército Mexicano desaloja las tierras tomadas asesinando a 8 campesinos en los hechos. Práxedes Giner para apaciguar la situación promete que dará tierra a los campesinos en protesta.
Ante la situación los campesinos organizaron en octubre de 1963 el Primer Encuentro de la Sierra "Heraclio Bernal" en el poblado de Dolores de Cebadilla, municipio de Madera, Chihuahua, con la participación de delegados de cinco estados. Ahí se acuerdan distintas acciones de movilización pacífica. Tras la falta de resultados y justicia para los campesinos, un Segundo Encuentro de la Sierra "Heraclio Bernal" en 1965 ocurrido en Torreón de Cañas, municipio de Ocampo, Durango decide la opción armada mediante la conformación del Grupo Popular Guerrillero.
Dicho grupo guerrillero perpetró el asalto al cuartel de Madera el 23 de septiembre de 1965 que fue repelido por el Ejército Mexicano. Tras los hechos en el fallido asalto, Giner Durán se trasladó al poblado de Madera, ordenando la exposición de los 8 guerrilleros asesinados en la plaza principal de Madera a modo de escarmiento y humillación, entre ellos, Arturo Gámiz. Luego ordenó cavar una fosa común para enterrarlos, misma a la que Giner ordena arrojar los cuerpos de los alzados pronunciando una frase:}

¿Querían tierra? ¡Denles tierra hasta que se harten!
Práxedes Giner Durán